# Гіббсова плівкова еластичність
Гіббсова плівкова еластичність (рос. упругость пленки Гиббса, англ. Gibbs film elasticity) — термін стосується елемента мильної плівки, площа якої змінюється при постійній масі. Її величина (Е) визначається рівнянням:
E = Α(∂σ /∂Α)T, p,ni
де σ — поверхневий натяг, A — площа поверхні, T — термодинамічна температура, p — тиск, ni — кількість речовини компонента ni.